# Gừng gió
Gừng gió hay gừng dại, ngải xanh, ngải mặt trời (danh pháp hai phần: Zingiber zerumbet) là cây thân thảo thuộc họ Gừng.

## Lịch sử phân loại
Loài này được các tác giả châu Âu trước thời Carl Linnaeus đề cập dưới các tên gọi như katu inschi kua (Amomum zerumbet) trong Rheede (1692), hay Lampujum majus và Lampujum minus trong Rumphius (1749).
Năm 1753, Carl Linnaeus đặt tên cho loài này là Amomum zerumbet với mô tả rất ngắn như sau: "Amomum zerumbet. Scapo nudo, spica oblonga obtusa. Hort. cliff. 3. Hort. ups. 1. Fl. zeyl. 2. Roy. lugdb. 12. Zingiber latifolium sylvestre. Herm. lugdb. 636. t. 637. Habitat in India.".
Năm 1806, James Edward Smith mô tả loài này dưới danh pháp Zingiber zerumbet theo tên do William Roscoe đặt trước đó, và điều này được chính Roscoe ghi nhận lại năm 1807.

## Phân loại
Baker (1892) và Schumann (1904) xếp Z. zerumbet trong tổ Lampugium / Lampuzium (= tổ Zingiber).

## Phân bố
Là loài bản địa khu vực nhiệt đới và cận nhiệt đới châu Á, bao gồm Ấn Độ (bao gồm cả quần đảo Andaman và Nicobar, Assam), Bangladesh, Bhutan, Brunei, Campuchia, Indonesia (phần trên đảo Borneo), Lào, Malaysia, Myanmar, Nepal, Philippines, Sri Lanka, Thái Lan, Trung Quốc (trung nam, đông nam), Việt Nam; nhưng đã du nhập vào các khu vực như Australia (Queensland), Barbados, Quần đảo Cook, Cuba, Cộng hòa Dominica, Đài Loan, Dominica, Fiji, Grenada, Hoa Kỳ (Florida, Hawaii), Indonesia (quần đảo Sunda Nhỏ), Madagascar, Martinique, New Caledonia, Niue, Quần đảo Pitcairn, Puerto Rico, Samoa, Saint Lucia, Saint Vincent và Grenadines, Samoa, Tonga, Trinidad và Tobago, Quần đảo Wallis-Futuna, Quần đảo Windward.

## Phân loài
- Zingiber zerumbet subsp. cochinchinense (Gagnep.) Triboun & K.Larsen, 2007 (đồng nghĩa: Zingiber cochinchinense Gagnep., 1907):[14] Gừng Nam Bộ. Phân bố hẹp tại Việt Nam, Campuchia và Thái Lan.
- Zingiber zerumbet subsp. zerumbet: Nguyên chủng.

## Hình ảnh

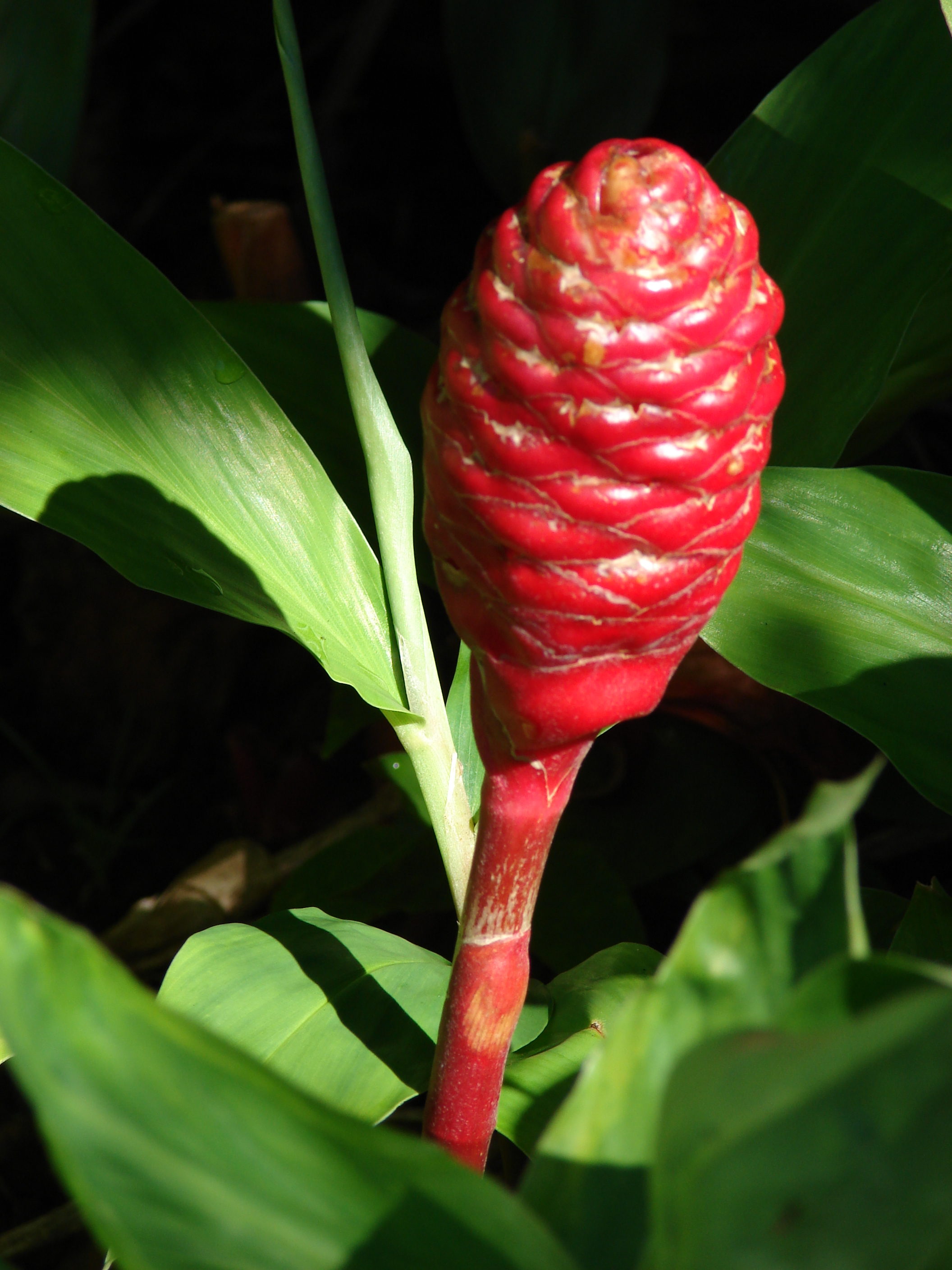
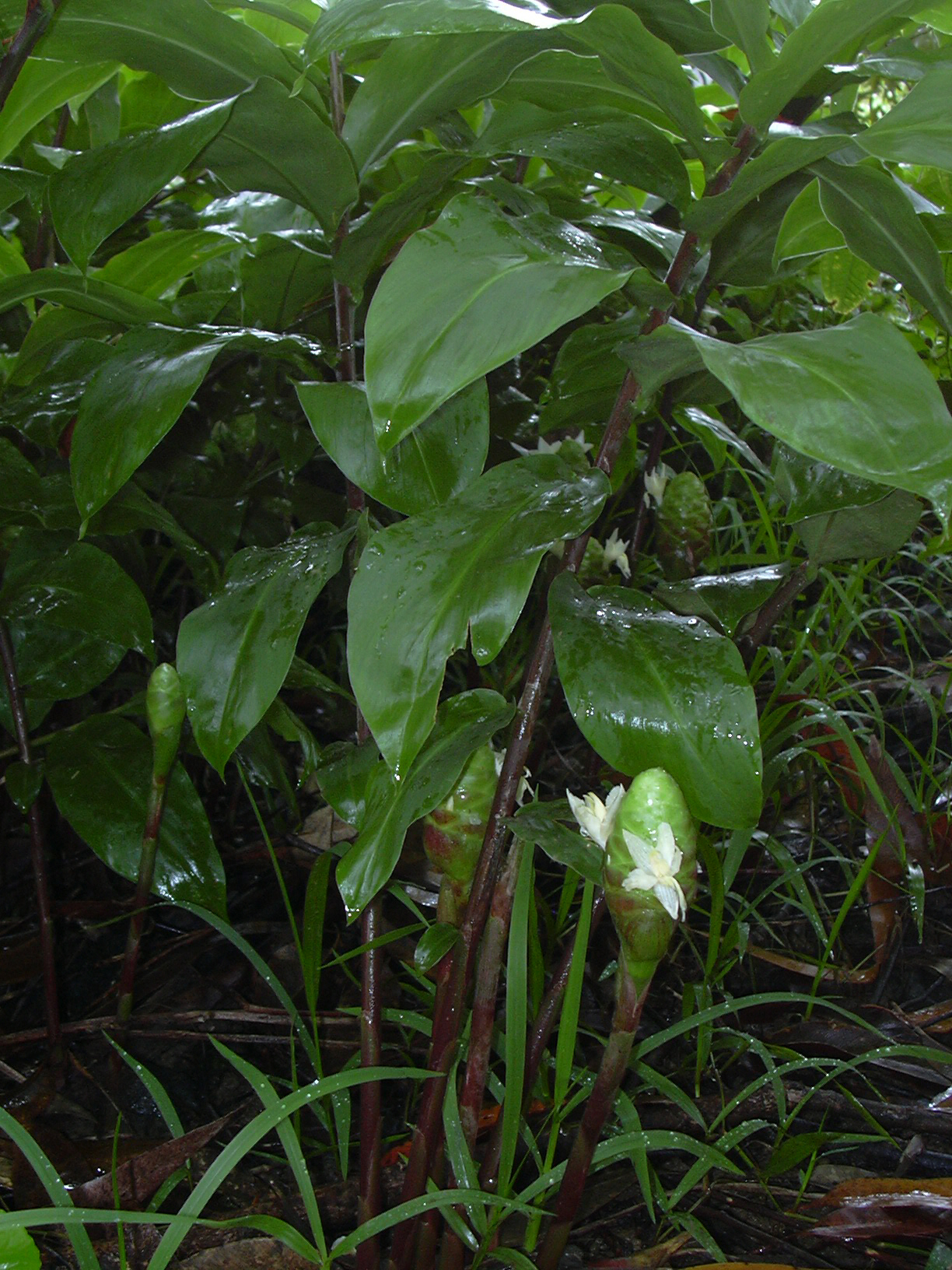
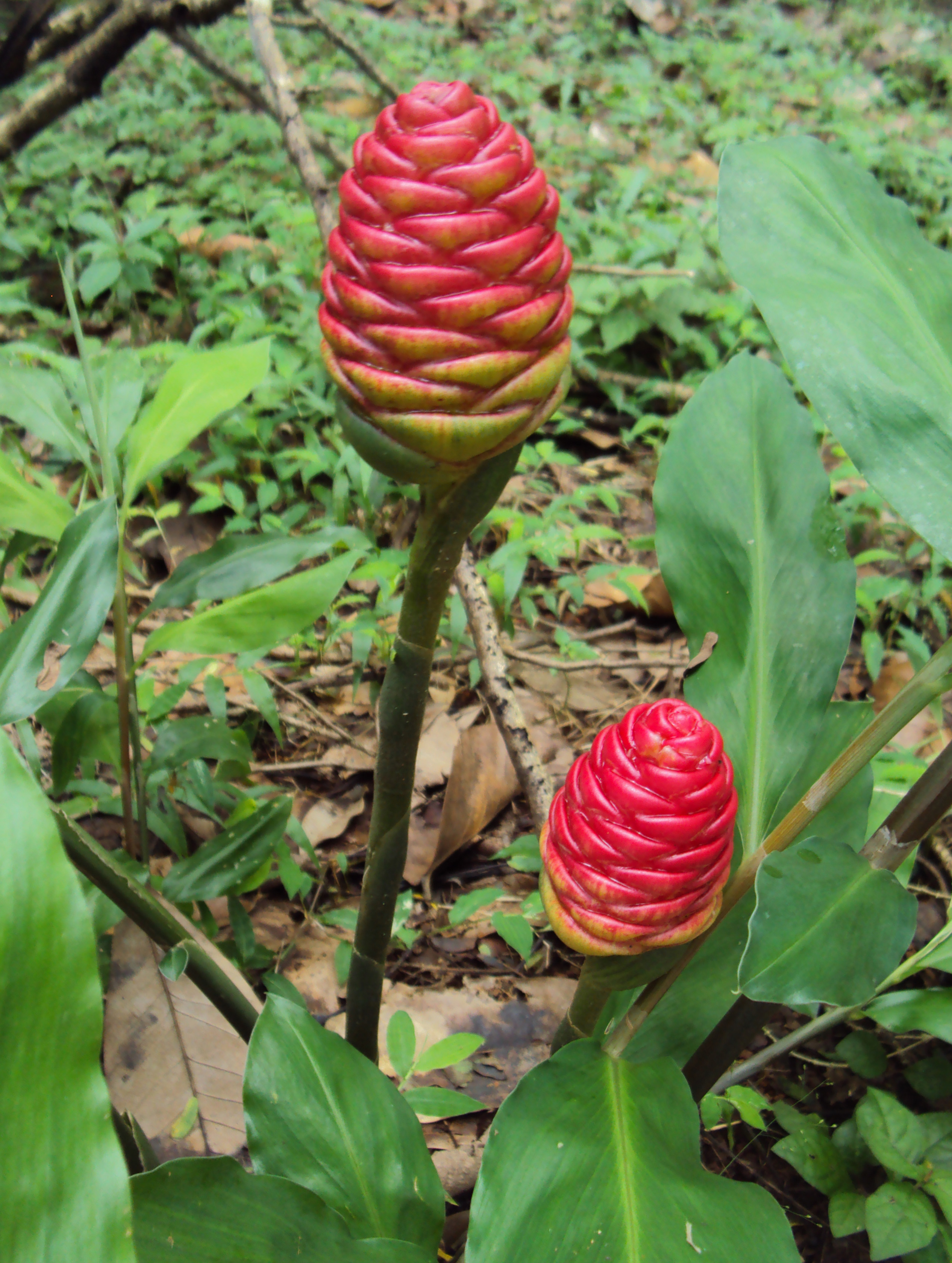
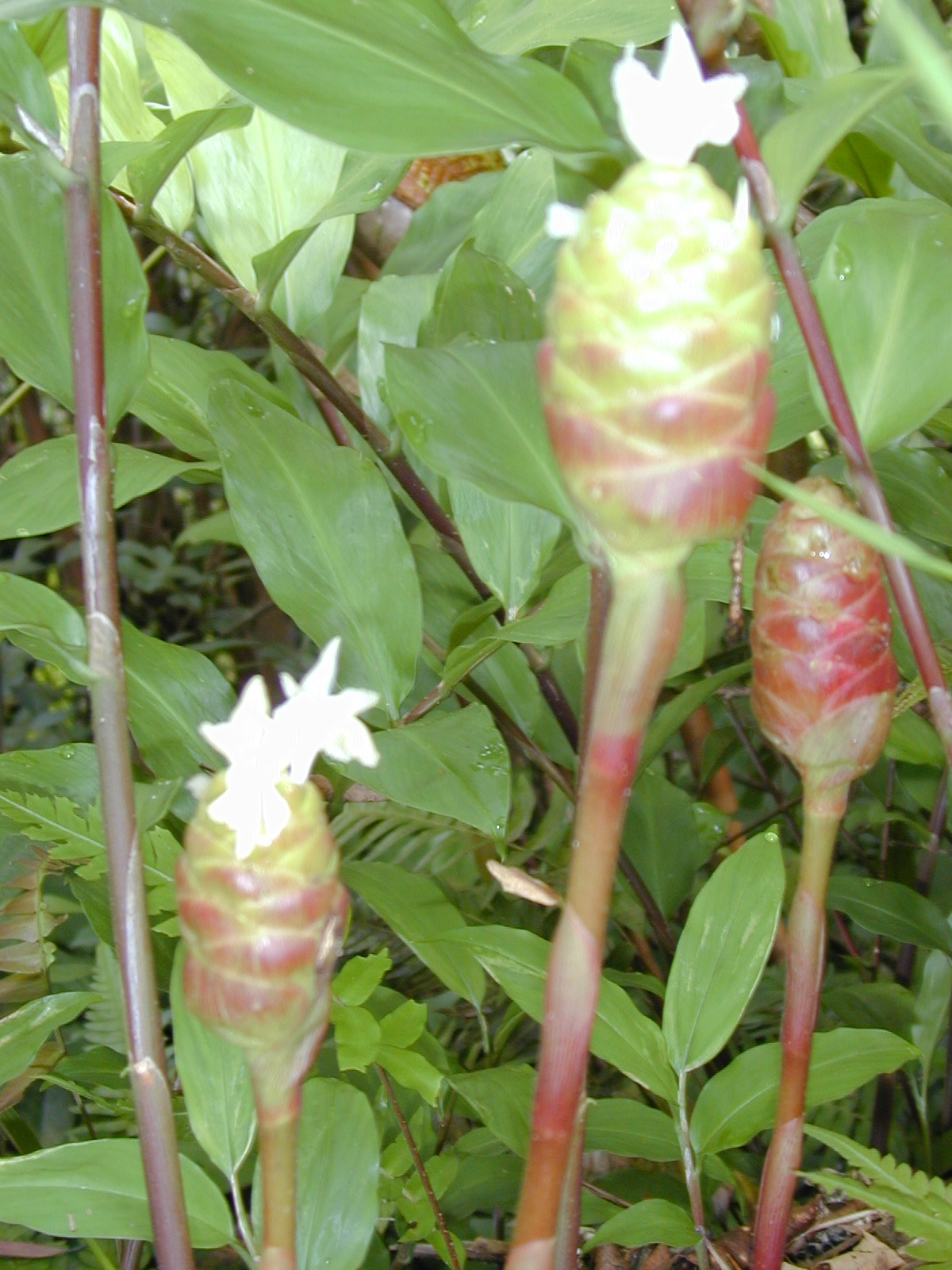

## Mô tả
Thân rễ ruột màu vàng, dạng củ. Thân giả 0,6–2 m. Lá không cuống hoặc có cuống ngắn; lưỡi bẹ nguyên, 1,5–2 cm; phiến lá hình mác hoặc thuôn dài-hình mác, 15-40 × 3–8 cm, nhẵn nhụi hoặc mặt xa trục hơi có lông, đáy hẹp lại, đỉnh nhọn thon. Cụm hoa mọc từ thân rễ, hình nón hoặc hình trứng thuôn dài, 6-15 × 3,5–5 cm, đỉnh tù; cuống cụm hoa 10–30 cm, bẹ hình vảy 5-7; lá bắc xếp lợp chặt, khi non màu xanh lục, khi già màu đỏ, hơi có lông, mặt gần trục nhớt, mép dạng màng; lá bắc con dài ~1,5 cm. Đài hoa 1,2–2 cm, dạng màng, chẻ 1 bên, đỉnh 3 răng. Ống tràng hoa 2–3 cm, thanh mảnh; các thùy màu vàng nhạt, hình mác, thùy tràng lưng 1,5-2,5 cm. Cánh môi màu vàng nhạt, ~1,5 × 2,5 cm; thùy giữa gần tròn hoặc gần hình trứng, 1,5-2 × ~1,5 cm, đỉnh khía răng cưa; các thùy bên hình trứng ngược, ~1 cm, rời gần tới đáy. Nhị dài ~1 cm; phần phụ liên kết giống như mỏ, dài ~0,8 cm. Bầu nhụy ~4 mm, nhẵn nhụi. Quả nang hình elipxoit, 0,8-1,2 cm. Hạt màu đen. Ra hoa tháng 7-9, tạo quả tháng 10-12.